# Tanja Frieden
Tanja Frieden, född 6 februari 1976 i Bern, är en schweizisk snowboardåkare. Hon vann OS-guld i de Olympiska vinterspelen 2006 i grenen snowboardcross efter att konkurrenten Lindsey Jacobellis, som ledde överlägset, föll bara ett par meter från mållinjen efter ett misslyckat stiltrick.